# Nuuksio Nationalpark
Nuuksio Nationalpark (finsk: Nuuksion kansallispuisto, svensk: Noux nationalpark) er en af Finlands 40 nationalparker. Parken blev grundlagt i 1994 og omfatter et område på 53 km2 med skove og søer i Espoo, Kirkkonummi og Vihti. Den ligger nordvest for hovedstaden Helsinki. Navnet stammer fra Nuuksio- distriktet i Espoo .
Parken ligger mindre end 30 kilometer fra Helsinki centrum og kan let nås med offentlig transport . Bus 245A kører fra Espoon keskus til Nuuksionpää og Kattila i dagtimerne.
Inden for parken er der otte afmærkede stier til vandreture. Disse stier varierer i længde og sværhedsgrad og er mellem 1,5 km og 17 km lang. Derudover er der 30 km cykelstier og 22 km ridestier. Udpegede steder til grillning, camping og skiløb er spredt over parken.
Det sibiriske flyvende egern (Pteromys volans) er nationalparkens logo på grund af en stor population i parken.
Nationalparken udgør den vestligste del af det såkaldte Nuuksio-højland. Det er kendt, at snesevis af truede eller nær truede arter dyr, planter og svampe findes i området, for eksempel det sibiriske flyvende egern, natravn og hedelærken .